# (22481) Zachlynn
(22481) Zachlynn est un astéroïde de la ceinture principale.

## Description
(22481) Zachlynn est un astéroïde de la ceinture principale. Il fut découvert le 3 avril 1997 à Socorro (Nouveau-Mexique) par le projet LINEAR. Il présente une orbite caractérisée par un demi-grand axe de 2,73 UA, une excentricité de 0,11 et une inclinaison de 17,6° par rapport à l'écliptique.

## Compléments